# 특종 (드라마)
《특종》은 문화방송 특집드라마이다.

## 제작진
- 극본 : 윤대성
- 연출 : 권이상

## 출연진
- 김용건
- 김호영
- 박순애
- 신충식
- 이동신
- 이묵원
- 이희도
- 한인수
- 현석